# Rachid El Yaakoubi
Rachid El Yaakoubi (Edam, 21 juni 1986) is een Nederlands voormalig voetballer, die doorgaans als linksbuiten speelde. In het profvoetbal speelde hij voor FC Volendam en HFC Haarlem.

## Clubcarrière
El Yaakoubi speelde in de jeugd van EVC en FC Volendam en bij die laatste club brak hij ook door. Zijn debuut maakte de linksbuiten op 21 september 2007, toen met 1–0 van HFC Haarlem gewonnen werd. Coach Stanley Menzo liet El Yaakoubi starten in een aanval met Jack Tuyp en Rowin van Zaanen. Na vijfentwintig minuten gaf El Yaakoubi de assist op het enige doelpunt van het duel, van Tuyp. Op 1 februari 2008, tegen FC Emmen (2–2) maakte de vleugelspeler zijn eerste doelpunt in het betaalde voetbal. In de zomer van 2008 vertrok El Yaakoubi transfervrij naar HFC Haarlem. In zijn eerste seizoen daar kwam hij tot vierentwintig optredens, maar het jaar erna kwam hij tot drie wedstrijden. In de winterstop werd hij vanwege 'ongedisciplineerd gedrag' uit de selectie gezet. Later dat jaar tekende hij bij RKAV en na vier jaar maakte hij de overstap naar Koninklijke HFC. Twee jaar later stapte El Yaakoubi over naar Rijnsburgse Boys. De vleugelspeler werd door blessureleed geplaagd in het seizoen 2016/17 en hierop zette hij een punt achter zijn loopbaan.

## Clubstatistieken
| Seizoen | Club        | Competitie     | Competitie | Competitie | Beker | Beker | Internationaal | Internationaal | Totaal | Totaal |
| Seizoen | Club        | Competitie     | Wed.       | Dlp.       | Wed.  | Dlp.  | Wed.           | Dlp.           | Wed.   | Dlp.   |
| ------- | ----------- | -------------- | ---------- | ---------- | ----- | ----- | -------------- | -------------- | ------ | ------ |
| 2007/08 | FC Volendam | Jupiler League | 11         | 1          | 0     | 0     | —              | —              | 11     | 1      |
| 2008/09 | HFC Haarlem | Jupiler League | 25         | 3          | 0     | 0     | —              | —              | 25     | 3      |
| 2009/10 | HFC Haarlem | Jupiler League | 3          | 0          | 0     | 0     | —              | —              | 3      | 0      |
| Totaal  | Totaal      | Totaal         | 39         | 4          | 0     | 0     | 0              | 0              | 39     | 4      |